# Act of Depression
Act of Depression é o álbum de estreia da banda americana de rock Underoath. Lançado em 4 de julho de 1999, através da Takehold Records, o álbum ficou fora de catálogo por algum tempo, pois foram lançadas originalmente apenas 2.000 cópias. A Solid State relançou este álbum juntamente com Cries of the Past em 20 de agosto de 2013.

## Antecedentes e gravação
O Underoath foi formado em 30 de novembro de 1997 em Ocala, Flórida, pelo vocalista Dallas Taylor e pelo guitarrista Luke Morton. Morton foi quem criou o nome da banda. Os dois recrutaram o guitarrista Corey Steger, o baixista Octavio Fernandez e o baterista Aaron Gillespie, de Tampa. Na época, todos os membros estavam no ensino médio.
Após um ano de turnês pela Flórida, a banda assinou com a gravadora Takehold Records, sediada no Alabama. Por volta desse período, Morton deixou a banda. O Underoath gravou seu álbum de estreia, Act of Depression, em março de 1999. O álbum foi produzido por James Paul Wisner no Audiolab Studios, em Tampa. Act of Depression foi lançado quatro meses depois, em 4 de julho.

## Conteúdo musical e estilo
O estilo deste álbum foi descrito como metalcore com influências de death metal.
A faixa escondida na versão original, "Spirit of a Living God", começa com um comentário do guitarrista solo Corey Steger, falando sobre sua visão de Deus, sobre receber Jesus Cristo e dedicando o álbum às vítimas de estupro, suicídio e depressão. A faixa conta com o baterista Aaron Gillespie ao fundo, cantando acompanhado de um violão. Após 15 segundos de silêncio (entre 3:47 e 4:02), a música propriamente dita começa; trata-se de uma canção de rock acústico com vocais cantados por Gillespie.

## Recepção
| Críticas profissionais | Críticas profissionais |
| Avaliações da crítica  | Avaliações da crítica  |
| Fonte                  | Avaliação              |
| ---------------------- | ---------------------- |
| Alternative Press      | [ 8 ]                  |
| Jesus Freak Hideout    | [ 10 ]                 |

Act of Depression recebeu, de modo geral, críticas mistas.
Casey Boland, da revista Alternative Press, afirmou que o álbum soa "irremediavelmente datado" pelos padrões modernos e que as músicas são "complicadas aparentemente apenas por serem complicadas". Boland escreveu que o álbum possui "momentos de brilhantismo", mas "não tem força criativa para resistir ao teste do tempo". Ele concluiu sua análise dizendo: "Apesar de suas muitas falhas, Act of Depression é um olhar curioso sobre os humildes primórdios de uma banda influente".
A faixa de abertura, "Heart of Stone", posteriormente apareceu na coletânea da banda Anthology: 1999–2013, lançada em 2012.
Em 2023, Act of Depression foi classificado em último lugar na lista da revista Revolver dos álbuns do Underoath "Do Pior ao Melhor". O autor afirmou que, embora o Underoath nunca tenha lançado um álbum ruim, considerou que Act of Depression estava "severamente subdesenvolvido".

## Lista de faixas
Todas as faixas foram escritas por Underoath.
| N.º | Título                                                                       | Duração |  |
| 1.  | "Heart of Stone"                                                             | 5:50    |  |
| 2.  | "A Love So Pure"                                                             | 10:39   |  |
| 3.  | "Burden in Your Hands"                                                       | 6:28    |  |
| 4.  | "Innocence Stolen"                                                           | 6:35    |  |
| 5.  | "Act of Depression"                                                          | 10:23   |  |
| 6.  | "Watch Me Die"                                                               | 6:56    |  |
| 7.  | "Spirit of a Living God (faixa escondida; às vezes creditada como "Praise")" | 9:08    |  |

No relançamento de 2013, "Spirit of a Living God" foi removida, assim como a amostra de áudio no início de "Innocence Stolen".

## Créditos

### Underoath
- Dallas Taylor – vocal principal
- Corey Steger – guitarra, vocais de apoio
- Octavio Fernandez – baixo
- Aaron Gillespie – bateria, vocais de apoio em "A Love So Pure", vocal principal em "Spirit of a Living God"

### Adicionais
- James Paul Wisner – produtor
- Greg – engenheiro de som
- Josh – masterização
- Tim Baron – ilustrações, arte da capa
- Ryan Clark – arte do relançamento